# Margarin

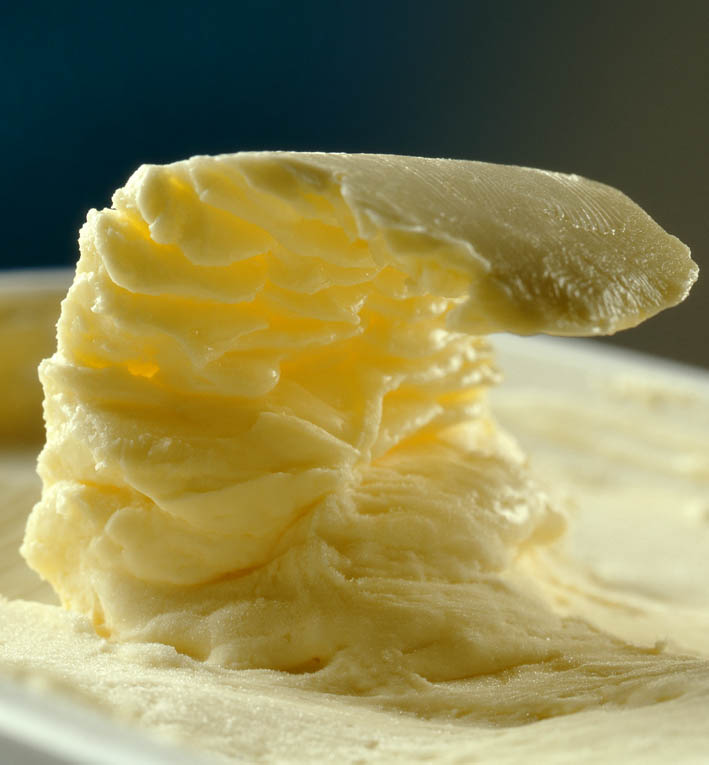
A margarin szobahőmérsékleten is szilárd növényi zsír, vízzel és adalékanyagokkal kevert, mechanikailag megmunkált emulziója, amelyet mesterségesen színeznek a vajéhoz hasonló sárga színűre

A margarin étkezési zsiradék. Növényi vagy állati zsírokból nyert termék, amelynek az összetételét jogszabályok határozzák meg.

## Fogalommeghatározások
A magyar jogi szabályozás az EU 1994. évi előírásait követi. Ezek szerint 
- a margarin növényi és/vagy állati zsírokból nyert termék, amelynek zsírtartalma legalább 80%, de kevesebb, mint 90%.[1][2]

## Jellemzői
A margarin szobahőmérsékleten is szilárd növényi zsírok vízzel, illetve tejjel és adalékanyagokkal készített, lehűtött és mechanikailag megmunkált emulziója. A felhasznált zsiradék lehet finomított, keményített, valamint átészteresített növényi eredetű zsiradék.

## A margarin és a vaj
A margarin fogalmát a köznyelv összemossa a vajjal, mert eredetileg Franciaországban egészségesebb kevert vajkrémnek indult és az élelmiszeripar máig vajkrémek közé sorolja be. Ám a vaj eredetileg állati eredetű természetes tejzsír felhasználásából köpüléssel készült, míg a margarin növényi olajok feldolgozása során és legtöbb esetben tejes-tejszínes vajjal keverten előállított krémzsiradék. Így margarinos krémek is kétféle csoportra oszthatók. Az állati eredetű zsiradékokat is tartalmazó keveréket melange-nak nevezzük. A régi típusú tejzsíros vajakat legalább 80% zsírtartalommal teavajaknak vagy házivajaknak sorolják be; illetve a teavaj elnevezés – feltételezés szerint a Teschner Erzherzögliche Butter azaz Teebutter szóösszevonásnak helytelen fordításából ered. Így sokan az eredeti vaj elkülönülő ágaként tekintenek a teavajra és a margarinra, illetve egyre többször térnek vissza a margarinok előállítása során tejszármazékok használatára – ezzel vegyített, speciális változatokat forgalomba hozva. Emellett léteznek még szendvicsvajak és sajtkészítés felé haladó készítéssel egyéb ízesített vajkrémek – az eredeti vajaknál alacsonyabb zsírtartalommal. Utóbbira példa a vajas és a joghurtos ízvilág. Ezáltal sok családban összefoglaló kifejezésként a margarinnal megkent kenyeret is nevezik vajas kenyérnek.
Viták tárgya, hogy a vaj vagy a margarin egészségesebb-e. A margarint ugyanis legtöbbször egészséges voltára hivatkozva szokták reklámozni a gyártók, illetve a nemzetközi táplálkozási ajánlások is a margarint részesítik előnyben a vajjal szemben, kedvezőbb zsírsavösszetétele miatt. Korábban a margarinok előállítási módja viszont megkérdőjelezte ezt a kedvező zsírsavösszetételt (magas transz-zsírsav-tartalom), ugyanakkor ma már az étkezési margarinok minimális transz-zsírsavat tartalmaznak. Léteznek olcsóbb és drágább margarinok, valamint otthon is készülhet margarin, élettani hatásuk a felhasznált alapanyagok függvénye.
A hagyományos margaringyártás során a zsírsavak telítetlen kötéseit telítik, így sokat veszítenek kedvező tulajdonságaikból, tehát az utóbbi időkben már inkább a vajak használatát ajánlják a szakértők, mivel ezek természetes állapotukat őrzik meg, és nem a hidrogénezés során alakulnak át. Margarinok esetében érdemes vásárláskor az összetevőket alaposan tanulmányozni, ugyanis a jó minőségű margarinokat ma már nem hidrogénezett növényi olajjal készítik.

## A név eredete
A szóban forgó zsiradékot (zsírsavat) jellegzetes gyöngyfénye miatt – a görög margaron (μαργαρον), margaritész (μαργαριτης): gyöngy szó nyomán – izolálója, Michel-Eugène Chevreul nevezte margarinnak.

## Fő típusai
A margarinoknak három fő típusát különböztetjük meg:
- ipari margarinok: a cukrászatban, a gyorséttermekben, a kekszek, ostyák gyártásánál, kakaós étbevonók készítésénél használják. A fogyasztók közvetlenül ezekkel a termékekkel nem találkoznak.
- étkezési margarinok: a boltokban kapható, fogyasztóknak szánt margarinok
- házi margarin: kézi készítésű házi margarin[7]

## Története

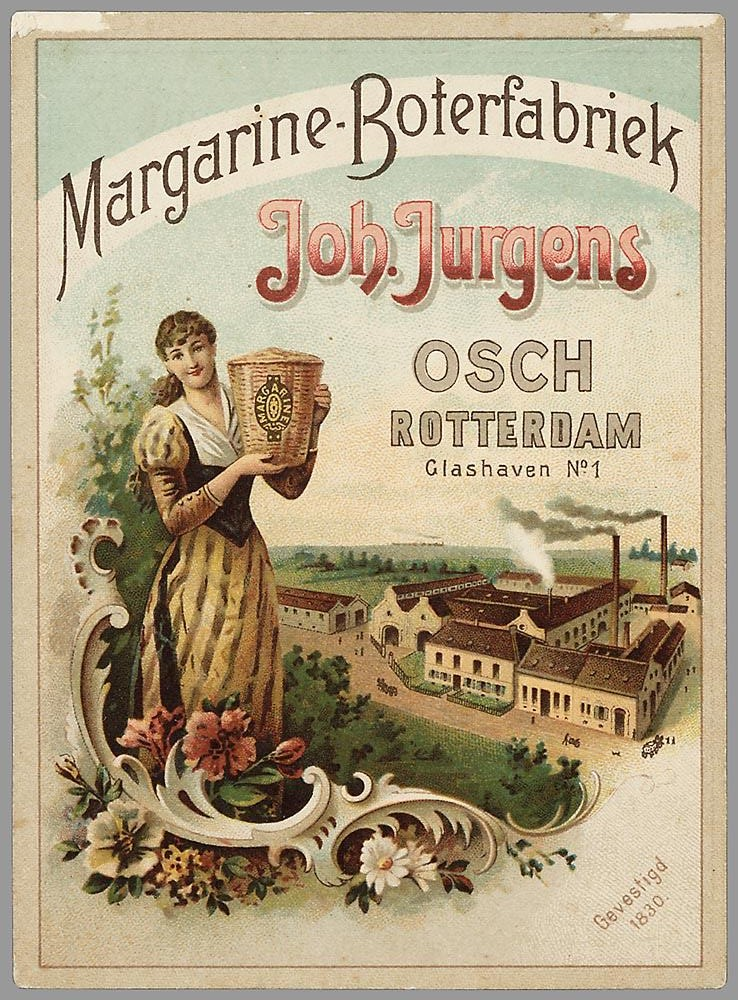
A holland Anton Jurgens Margarinefabrieken cég margarin reklámja 1893-ből

Hippolyte Mège Mouriès fejlesztette ki a 19. században, Franciaországban, III. Napóleon francia császár megbízására, a vaj alternatívájaként, hogy nagy energiatartalmú, kenyérre kenhető zsiradékot fejlesszen ki elsősorban a francia tengerészet élelmezésére. Margarinját eleinte faggyúból készítette, amelyet kezdetben beurre économique-nak (francia „olcsó vaj”), később pedig Mouriès margarinnak nevezett. 1869. július 15-én szabadalmaztatta Angliában és Franciaországban, majd 1871-ben eladta Mège-Mouriès a szabadalmat a holland Anton Jurgens Margarinefabrieken cégnek, amely később az Unilever cégbe olvadt be. A termék 1872-ben került kereskedelmi forgalomba (ekkor jött rá Félix Boudet, hogyan lehet emulgeáltatni, azaz egy, vagy több, egymással egyébként nem elegyedő anyagot eloszlatni lefölözött tejjel és vízzel). Apró érdekesség: az USA kormánya évekig nem engedélyezte a margarin bevezetését országában. A vajtermelők piacukat joggal féltve, számos rendelet bevezetését érték el, a margarin engedélyezése után is. Előírták például, hogy rózsaszínűre fessék a margarinokat, a vajtól való jobb megkülönböztethetőség érdekében. A szabadalmat később megvásárolták más országok is, két évtized múltán már világszerte készítettek margarint, 1875-ben 150 000, majd 1900-ban már évi 400 000 tonna volt a termelés világszerte. Szintén érdekes momentum, hogy az Egészségügyi Világszervezet (WHO), valamint az Országos Élelmezés- és Táplálkozástudományi Intézet is a margarint ajánlja kenyérkenésre a fogyasztóknak.

## A margarin gyártása
A margaringyártás pontos technológiai paraméterei nem ismertek, mivel ez gyártási titok, de ismertek azok a kémiai reakciók és eljárások, amelyek a margarin gyártásának alapját képezik.

### Növényi olajok gyártása
- Alapanyag: olajos magvak, bogyók, diók (repce, napraforgó, len, olívabogyó, pálmamag stb.) A margaringyártásban jelentős szerepet kapnak a szobahőmérsékleten is szilárd trópusi zsírok használata (pálmazsír, kókuszzsír), mivel ezzel kiváltható a hidrogénezett növényi olajok használata. Az édesipar hidrogénezett gyapotmagolajat használ egyes termékeihez, valamint a csokoládé hígításához. A repceolaj margarin-alapanyagként való felhasználása lassan háttérbe szorul, mivel a repceolaj kedvező zsírsav-összetétellel rendelkezik (magas esszenciális zírsav-tartalom) egyre inkább . Ezt az alapanyagot egyébként a biodízel előállításra is használják a szójamag, a kukorica mag, a napraforgómag, a marha faggyú és a disznózsír mellett.[11]
- Zúzás: Megroppantják az olajos magvak héját, hogy az olaj kinyerését megkönnyítsék
- Őrlés: További aprítása a héj-, és mag töretnek
- Sajtolás: A mag olajtartalmának kb. 50%-át nyerik ki ily módon. Az olajon kívül visszamaradt héj-, és mag töret a préselvény.
- Extrahálás: Szerves oldószerrel a préselvényből kioldják a maradék olajat. A leggyakrabban használt oldószer az általában csak „hexán”-nak nevezett, főként n-hexánból és metilpentánokból álló elegy (fp: 65–70 °C).[12]
- Finomítás: az olajban lévő nemkívánatos íz-, szag-, és színanyagok eltávolítása különböző módszerekkel: savtalanítás, winterizálás, dezodorálás.
  - Savtalanítás = semlegesítés lúggal. Ez a művelet 0,1% alá csökkenti a szabad zsírsavtartalmat; a zsírsavak olajban nem oldódó („szappankocsonyának” is nevezett)szappanokká alakulnak. Ezeket forróvizes mosással távolítják el.
  - Dezodorálás = szagtalanítás. A szagtalanítás a szagok megszüntetésére, az illó anyagok és a kivonáshoz használt oldószer maradványainak eltávolítására szolgál; a művelet során száraz gőzt injektálnak a magas hőmérsékleten vákuum alatt tartott olajba. A hőmérsékletet az olajtól függően választják meg: 1,5–3 órán keresztül 200–235 °C-on, vagy 30 percen keresztül 240 °C feletti hőmérsékleten tartják. 150 °C feletti hőmérsékleten egyik jelentős mellékreakció a cisz-transz izomerizáció a telítetlen zsírsavak kettős kötésein, tehát transz-zsírok keletkeznek.
  - Winterizálás = télállóvá tétel. A téli eltarthatóság érdekében alacsony hőmérsékleten kiszűrik a szilárd anyagokat és a viaszokat (a műveletet viaszmentesítésnek is nevezik). Ezek a szilárd anyagok és viaszok ugyanis befolyásolhatják az olaj küllemét és üledéket képezhetnek.[12]
- Keményítés: A folyékony növényi olajokból csak akkor kapunk szilárd zsírt, ha azokat kémiai úton átalakítjuk. A többnyire telítetlen zsírsavakat tartalmazó olajok folyékonyak, a többnyire telített zsírsavakat tartalmazó zsírok pedig szilárdak. Tehát az olajokat telítetté kell tenni ahhoz, hogy megkeményedjenek. Ez kémiai reakcióval, katalitikus hidrogénezéssel (hidrogénaddíció) lehetséges. Ez az eljárás az u.n. zsírkeményítés. A hidrogénezési reakciók katalizátorai a platina, palládium és a nikkel. A margarin előállításánál nikkel katalizátort használnak, a platina és a palládium túl drága lenne. Ám már 50 mg nikkel mérgezést okoz és krónikus betegségekhez vezet: allergiás bőrkiütések, gyulladások. Bizonyítottan rákkeltő hatású.[13][14]

A reaktorban levő olajhoz finom eloszlású nikkel port adnak katalizátorként, és jól összekeverik az olajjal. A keveréket felmelegítik 150 Celsius-fokra, majd állandó keverés mellett, nagy nyomás alatt hidrogéngázt buborékoltatnak át rajta. A hidrogén a telítetlen zsírsavrészletek kettős kötésein addíció útján megkötődik. Ezáltal telített zsírsavrészletek keletkeznek, és az olaj megkeményedik. Végül egy barna színű, kellemetlen szagú masszát kapnak, amit meg kell szabadítani a nikkeltől. Ezt szűréssel majd derítéssel távolítják el, a melléktermékként keletkezett szappannal együtt. A Magyar Élelmiszerkönyv szerint a nikkeltartalom legfeljebb 0,5 mg/kg lehet.
A reakciót többnyire megállítják, mielőtt az teljessé válna, ezzel akadályozzák meg, hogy a massza túlságosan megszilárduljon. Ezért izomerizációval transz-zsírok keletkeznek, amelyek transz-zsírsav-részleteket is tartalmaznak molekulájuk összetételében, és ezért rendkívül károsak, mivel érrendszeri betegségeket: magas LDL-koleszterin-szintet, magas vérnyomást, szívinfarktust, agyvérzést stb. okoznak, növelik a hirtelen szívhalál, az érelmeszesedés és a szívelégtelenség, valamint a cukorbetegség kialakulásának valószínűségét. Közvetlen gyulladáskeltő hatásuk is van.
A keményítés során eltűnnek az alapanyagként használt olajok összetételében lévő telítetlen zsírsavak és ezzel együtt azoknak az egészségre gyakorolt jótékony hatása is.
A nikkel-maradvány problémával kapcsolatosan összefoglalóan az mondható el, hogy a részlegesen hidrogénezett zsiradékot nem tartalmazó margarinok esetében ez a probléma természetszerűleg nem áll fenn. A hidrogénezett alapanyagok használata esetén a margarinban visszamaradó nikkel-maradvány értéke általában nem különbözik szignifikánsan a nullától. Tapasztalatuk szerint a megvizsgált margarinok több mint 90%-a 0,1-0,2 ppm (kimutathatósági határ) alatti mennyiségben tartalmazott nikkelt. A Magyar Élelmiszerkönyv előírásai szerint a nikkeltartalom legfeljebb 0,5 mg/kg lehet élelmiszeripari felhasználásra kerülő zsiradékban. Jóllehet a hidrogénezett zsírt a Magyarországon forgalomban levő margarinok túlnyomó többsége nem tartalmaz, fontos megjegyezni, hogy a hidrogénezéses technológia sem eredményez számottevő nikkel-maradvány problémát. A hidrogénezés során az alkalmazott Ni-katalizátor mennyisége a zsír kb 0,1%-a, amit az eljárás végén kiszűrnek a rendszerből. A szűrés révén a katalizátor mennyisége kb négy nagyságrenddel csökken. Ennek megfelelően a részlegesen hidrogénezett zsírokban a Ni-maradvány legfeljebb 0,1 mg/kg (ppm). Összességében tehát az állapítható meg, hogy a margarin még akkor sem nevezhető „nikkelszennyeződés-forrásnak”, ha részlegesen hidrogénezett zsírt használnak a gyártása során.
- Átészteresítés: A lágy és/vagy a teljesen hidrogénezett, finomított zsiradékokból álló keveréket katalizátor jelenlétében átészteresítik a kívánt csúszáspont eléréséig. A katalizátort inaktiválják és a víz oldható anyagokat forró vizes mosással eltávolítják. A zsiradékot vákuumban szárítják, majd derítik.[16]

A többnyire teljesen hidrogénezett, tehát keményített, majd megfelelően előkészített (semlegesítés és vízmentesítés) zsiradékot keverik kis mennyiségű olajjal, majd nátrium-metanolát katalizátort adnak hozzá, és 100 °C körüli hőmérsékletre hevítik.
A nátrium-metanolát egy erősen bázikus, korrozív katalizátor, így különböző nemkívánatos mellékreakciókat is katalizálhat: például tokoferolok degradációja, dialkilketonok képződése. A nátrium-metanolát erős méreg, belélegezve, bőrrel érintkezve, lenyelve súlyos sérüléseket okoz. Tűzveszélyes.
A reakció végén a katalizátort vízzel, savval inaktiválják. A semlegesítés és katalizátor inaktiválás során viszont olyan melléktermékek keletkeznek mint például szappanok, zsírsav-metil-észter, amelyeket el kell távolítani a masszából.
A kémiai átészteresítésnek is meg van azonban az a hátránya, hogy transz-zsírsav-részletek keletkeznek, ha kisebb arányban is, mint a hidrogénezésnél. Másik hátránya az, hogy a kémiai átészteresítés során olyan trigliceridek keletkeznek, melyekben teljesen véletlenszerű a zsírsavak molekulán belüli elrendeződése, tehát olyan, mesterséges, zsírokat eredményez, melyek nem fordulnak elő az élő szervezetekben, és az ember számára ártalmasak.
Az átészteresítést enzimek jelenlétében is el lehetne végezni, azzal az előnnyel, hogy kevesebb transz-zsírsav keletkezik, a kémiai átészteresítéshez képest nincs szükség katalizátor inaktiválásra és derítésre, és nem képződnek melléktermékek. Ennek ellenére az enzimatikus átészteresítési reakció a margaringyártásban még nem elterjedt, mivel nagy mennyiségű katalizátort (immobilizált lipázt) igényel és ennek világpiaci ára viszonylag magas.
- A kapott masszához, a kellemetlen szag eltüntetése végett, diacetilt, vagyis mesterséges vajaromát adnak. (Ez koncentrált állapotban megtámadja a szemet és a légutakat[25] illetve kis mennyiségének huzamosabb ideig történő belélegzése gyógyíthatatlan tüdőbajt okoz, melyet csak tüdőátültetéssel lehet orvosolni.[26])

Ipari zsiradékok gyártása:
- ipari zsiradékok. Mivel az ipari zsiradékok transz-zsírsavakat tartalmazhatnak, ezért a legtöbb margaringyártó ma már természetesen is szilárd halmazállapotú trópusi zsírokat használ fel: pálmazsír, kókuszzsír. Ezek biztosítják a margarin plasztikusságát. Ezekkel a zsírokkal és növényi olajokkal házilag is készíthető margarin, modellezve az ipari margaringyártást. Ma Magyarországon minden élelmiszeren kötelező feltüntetni, hogy tartalmaz-e hidrogénezett, azaz keményített növényi olajat, így pontosan ellenőrizhető, hogy melyik margarint milyen típusú alapanyagból készíti a gyártó. Az ipari zsiradékok előállítása nem azonos a margaringyártással, bár gyakran összetévesztik a két folyamatot. A Magyarországon kapható étkezési margarinok 99%-a nem tartalmaz hidrogénezett növényi olajat, azaz ipari zsiradékot.
- Végül vitaminokat, festékanyagokat (béta-karotin – E160a – sárgarépalé), és még sok más adalékanyagot kevernek hozzá, hogy élvezhető legyen.
- Csomagolás: Többféle csomagolás létezik: a sütőmargarinokat többrétegű fóliába, a csészés margarinokat pedig polipropilén műanyag csészébe csomagolják.
- Gyártás utáni tárolás: 2-8 °C-on, raktárakban.

Margaringyártás

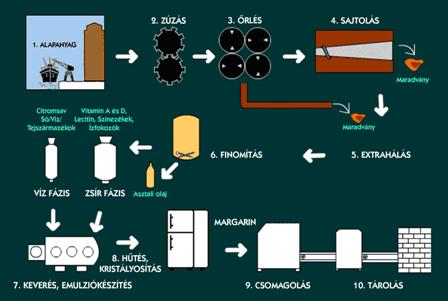
A margaringyártás folyamata

A margaringyártás alapanyaga többféle lehet:
- természetes növényi zsírok: pálmazsír, kókuszzsír. A margaringyártás tipikus zsír- alapanyaga a pálmazsír. Az olajpálma terméséből préselt zsír azzal a tulajdonsággal rendelkezik, hogy fizikai módszerekkel, (olvadáspont-különbség alapján) több részre, úgynevezett frakcióra bontható és ezáltal különböző olvadási és plasztikus tulajdonságú termékek jönnek létre. Ezek közül a margarin megkívánt tulajdonságaihoz illő egy- esetleg több frakció választható ki. Hasonlóan fontos és gyakran használt zsírforrás a kókuszzsír. Egyéb trópusi eredetű zsiradékok is szóba jöhetnek a margaringyártásnál, így a pálmamag –zsír, a babasszú-olaj és mások.
A zsírfázis ún. lágyító komponensét növényi olaj, vagy olajok alkotják. Ezek tipikusan napraforgó olaj, szójaolaj, repceolaj, de gyakran a kukoricacsíra-olaj, a szőlőmagolaj, az olívaolaj és a lenolaj is felhasználásra kerül.
A felsoroltakból is kitűnik, hogy a zsírfázis kialakításában a technológiának igen nagy lehetősége van nem csupán a margarin kellemesen lágy állagát biztosítani, hanem a táplálkozástudomány ajánlásait is messzemenően figyelembe venni. Így például a kókuszzsírról kimutatták, hogy kifejezetten előnyös a fogyasztása, a repceolaj és a lenolaj jelentős ω-3 zsírsavtartalma következtében az ezeket tartalmazó margarinok hozzájárulnak a táplálkozásban kívánatos optimális esszenciális zsírsavarány kialakításához .
Margarinkészítés fázisai
A margarin zsírok és olajok, valamint ivóvíz stabil keveréke, emulziója. A gyártástechnológiának az a feladata, hogy ezt az emulziót létrehozza, és úgy stabilizálja, hogy a létrejött termék forgalomba hozható legyen. Ez egyrészt az alapanyagok gondos megválasztásán, a helyesen elvégzett emulgeáláson és a stabilitást segítő adalékanyagok használatán múlik. Közismert tény, hogy az egymással nem keveredő zsír és víz előbb-utóbb szétválik egymástól, ha a rendszert nem stabilizálják. Ennek egyszerű példája a tej fölöződése, amit mindenki megtapasztalhatott már. Az emulzió spontán szétválását az un. emulgeáló szerekkel lehet megakadályozni. A margaringyártás lényegét tekintve tehát emulziókészítés, amelynek lépései a következők:
	1. Az alapanyagok kiválasztása
	2. Zsírfázis összeállítása, keverése
	3. Vízfázis összeállítása és keverése
	4. Előemulzió készítése a zsírfázis és a vízfázis összekeverésével
	5. Kristályosító hűtés, a termék jellegétől függően akár több lépésben
	6. Az emulzió egyneműsítése, átgyúrása
	7. Pihentetés a végleges szerkezet kialakulása érdekében
	8. Csomagolás
	9. Raktározás
A vízfázis:
Az un. vizes margarinok esetében csak ivóvíz tisztaságú víz és a benne oldott segédanyagok, így az étkezési só, esetleg vízben oldódó vitaminok alkotják a vízfázist. A tejes margarinoknál általában sovány tejpor, írópor, vagy savópor vizes oldata jelenti a vízfázist. Ebben az esetben élelmiszer-biztonsági szempontok miatt a vízfázist előzetesen pasztőrözik, ezzel biztosítva a megfelelő mikrobiológiai tisztaságot. Az ízharmónia kialakítása érdekében többnyire citromsavat oldanak a vízfázisba, ami a sóval együtt kifejezetten kellemes ízhatást biztosít. Ugyancsak a vízfázis tartalmazza az eltarthatóságot növelő tartósító anyagot, ami általában kálium-szorbát. A kálium-szorbátot a margarinon kívül majonézek, dzsemek egyes sajtkészítmények és pékáruk gyártásánál használják, mivel hatásosan gátolja a penészek , élesztők és egyes baktériumok szaporodását. Élelmiszer-biztonsági szempontból teljesen veszélytelennek számít, mert szén-dioxidra és vízre bomlik a szervezetben.
Zsíroldható adalékanyagok:
A margarinok mindig tartalmaznak emulgeálószereket az emulzió stabilitásának biztosítása céljából. A leggyakoribb ilyen anyag a növényi olajokból származó lecitin. A lecitin a technológiai hatáson túl kifejezetten előnyös táplálkozási tulajdonságokkal rendelkezik, serkenti az idegrendszer működését és jótékony hatást gyakorol az anyagcsere folyamataira. A lecitinen kívül a növényi olajokból származó di-és monoglicerideket is felhasználnak emulgeálószerként. A mélyebb sárgás színhatás kialakítása érdekében általában béta-karotint, az A-vitamin provitaminját szokták alkalmazni.

## Azsírokés élettani hatásuk
A zsiradékok energiaforrásként szolgálnak a szervezet számára, segítik a zsírban oldódó vitaminok felszívódását, szinten tartják az állandó testhőmérsékletet. Szükségesek a sejthártya felépítéséhez, egyes hormonok működéséhez, valamint a csontképződéshez elengedhetetlen D-vitamin képződéséhez.
Megkülönböztetünk telített és telítetlen zsírokat.
A telített zsírok túlnyomórészt állati eredetű élelmiszerben találhatók.
A telítetlen zsírok a növényi olajok összetételében fordulnak elő nagy százalékban.
Az állati zsírokat szokás egyszerűen telített zsírokként emlegetni, bár telítetlen zsírsavakat is tartalmaznak, a növényi olajokra viszont jellemző a telítetlen zsírsav gazdagság, bár telített zsírsavak is vannak bennük.
- A telített zsírok túlzott bevitele jellemzi az Egyesült Államok, valamint az európai országok, így Magyarország lakosságának a táplálkozását is, ami a vér koleszterinszintjének emelkedéséhez vezet, és ezáltal növeli az érelmeszesedéses betegségek kialakulásának veszélyét. Ezt többek között a WHO[27] és az OEFI[28] is alátámasztja.
- A telítetlen zsírok és leginkább a többszörösen telítetlen zsírsavakat tartalmazó olajok rendszeres fogyasztása csökkenti a vér koleszterinszintjét, ez pedig az érelmeszesedés kockázatának csökkenésével jár. A telítetlen zsírok közül egyszeresen telítetlen zsírsavak főként az olívaolajban, repceolajban, valamint a diófélékben, egyéb olajos magvakban találhatók jelentős mennyiségben; a többszörösen telítetlen zsírsavakat tartalmazó olajok jelentős forrásai pedig a napraforgó-, szója-, kukoricacsíra-olaj.

Ideális esetben a napi zsírfelvétel energiatartalma a napi összes energiafelvétel 15-30%-a. A telített zsírok bevitele tekintetében nem ajánlott a napi zsírfelvétel 10%-át meghaladni, egyszeresen telítetlen zsírsavat tartalmazó zsírokból 10-15%, többszörösen telítetlen zsírsavat tartalmazó zsírokból pedig 6-10% az ajánlott mennyiség.
A margarin:
- növényi zsírokból és olajokból előállított keverék
- túlnyomórészt telítetlen és többszörösen telítetlen zsírokat tartalmaz
- transz-zsírsav-tartalma alatta van a WHO által javasolt határértéknek[18] miatt a vér koleszterinszintjének emelkedéséhez vezet[19][20][29]

## Összetevői
A kereskedelemben kapható margarinok csomagolásán feltüntetett zsiradékok:
- Finomított növényi olaj: A nyersolaj tartalmazza mindazon olajoldható olajkísérõ anyagokat (foszfatidok, szabad zsírsavak, növényi színanyagok, viaszok, ízanyagok), amelyek a magban vagy a növényi részekben természetes tartalomként jelen vannak. Ezen anyagok nagy részét finomítással távolítják el. A finomítást részletesen tárgyalja a "Margarin gyártása" című fejezet.

A finomított növényi olajok többnyire a kiinduló anyagok, melyeket a margaringyártás során feldolgoznak.
A felhasznált növényi olajok: olajok: pálmaolaj, lenolaj, repceolaj, napraforgóolaj, ritkán kis mennyiségű olívaolaj.
Az össz-zsiradék mennyisége: 20%-tól 70%-ig terjed.
Néha megjelenik a zsírsavtartalom is, százalékban kifejezve. De félreértésre ad okot az a tény, hogy a zsírok nem tartalmaznak szabad zsírsavakat, csak azok trigliceridjeit (észtereit), a zsírsavak mennyiségének összértéke mégis egyenlő az össz-zsírtartalommal.
A margarinok csomagolásán feltüntetett adalékanyagok és azok jelentése:
- Savópor: Az édes savópor a sajtgyártás melléktermékeként keletkező tejsavóból porítás révén nyert, magas tejcukor (laktóz) tartalmú termék.[30]
- Emulgeálószerek: növelik a margarin vízkötőképességét. A zsírsavak mono- és digliceridjei (E 471), szójalecitin(E322), poliglicerin-poliricinoleát (E 476).

- A zsírsavak mono- és digliceridjei (E 471) a trigliceridből álló zsírok bomlástermékei. Az élelmiszeripar számára mesterségesen, a glicerin (E 422) és növényi vagy állati eredetű zsírsavak reakciója útján állítják elő (észteresítés). A zsírsavak előállítására általában szójaolajat használnak. Genetikailag módosított alapanyagok alkalmazása lehetséges. A mono- és digliceridek többek között az alábbi termékekben is engedélyezettek: csokoládékészítmények, lekvár, dzsem, gyümölcszselé, tejszínkészítmények, gyorsrizs, kenyér és péksütemények, húskészítmények.

- A poliglicerin-poliricinoleát: E 476. Több kémiai reakció útján glicerinből és rozinolsavból keletkezik. Először a kiindulási anyagokból hosszú molekulákat (polimereket) alakítanak, majd észterezéssel összekapcsolják ezeket. A poliglicerin-poliricinoleát kizárólag a következő felhasználásokra engedélyezett: Csökkentett zsírtartalmú, kenhető zsiradékok (max. 4g/kg), Dresszingek (max. 4 g/kg) , Csokoládékészítmények (max. 5 g/kg). Állatkísérletek során nagy mennyiségű adagolás esetén a vese és a máj átmeneti megnagyobbodását figyelték meg. Emberre vonatkozó összehasonlító vizsgálat nem áll rendelkezésre. A táblás csokoládéval, amelyet nemritkán naponta nagy mennyiségben fogyasztanak, könnyen túl lehet lépni a poliglicerin-poliricinoleátra vonatkozó ADI-értéket. ADI: 7.5

- A szója-lecitin – E322 – az egyik legszélesebb körben használt élelmiszeradalék. Többnyire szójababból nyerik. Genetikailag módosított anyagok használata lehetséges. A természetes lecitint éppúgy lehet élelmiszerekben használni, mint amelyeket azokból nyernek kémiai módosítással. Az izolecitin például különösen hőstabil, míg más módosítások a lecitinek emulgeáló tulajdonságait javítják. A módosított lecitineket szintén lecitin E 322-ként kell feltüntetni. Megtalálható az „egészséget támogató" italkészítményekben: instant porok, tej- és kakaóitalok, fagylaltban, joghurtban, húspótló szerekben, édességben: csokoládétermékek , sütemények, kekszek, leveles tészták, csecsemő- és gyermektáplálékok csecsemő tápszerekben, pékáruban, reggeliző pelyhekben és italokban, tésztában és tartósított húsokban, majonézben. A margarinban arról gondoskodik a lecitin, hogy az a serpenyőben ne spricceljen.

- Étkezési sav: citromsav (E 330) A citromsavat biotechnológiai úton mikroorganizmusok segítségével állítják elő, főképp az Aspergillus niger nevű penészgomba segítségével. Genetikailag módosított anyagok használata lehetséges. Az élelmiszeriparban ez a legelterjedtebb savanyító szer, az élelmiszerekben általánosan engedélyezett. Erős savnak tekinthető, mivel pH-ja=3. Frissítő italokban, édességekben, lekvárokban, dzsemekben, fagylaltokban és desszertekben, sajt- és hústermékekben, tésztában, előrecsomagolt, aprított zöldségeknél, gyümölcsöknél, hámozott burgonyánál mennyiségi korlátozás nélkül alkalmazható. Az ipari előállítás módszere miatt a penészgomba-allergiában szenvedő embereknél allergiás reakciókat válthat ki. Lévén erős sav, az E 330 fogszuvasodást okozhat. A magas citromsav-tartalmú és egyidejűleg sok cukrot is tartalmazó, frissítő italok nagy mennyiségű fogyasztása a fogak károsodását okozhatja.[35] A természetes citromsav veszélytelennek számít. A szervezet teljes mértékben hasznosítja.
- Tartósítószer: kálium-szorbát (E 202) és szorbinsav(E 200). Többlépcsős kémiai reakcióval szintetikus úton állítják elő. Nincs csíraölő hatása, ezért csak higiéniailag kifogástalan termékek eltarthatóságát hosszabbítja meg. Főként penész- és élesztőgombák ellen használják, baktériumok ellen nem hatásos.[36][37]
- Természetazonos aroma: diacetil
- Színezék: béta-karotin (E 160a), annatto (E 160b), kurkumin (E 100) (mesterséges színezék).

- A béta-karotint (E 160a ii) szintetikusan vagy mikroorganizmusok segítségével is elő lehet állítani. A mikrobiológiai eljárás során genetikailag módosított anyagok alkalmazása is lehetséges. A karotin kis mennyiségben veszélytelennek számít. Magas karotinbevitel esetén bizonyos körülmények közt a bőrben, a májban és a testzsiradékban felhalmozódhat.

- Vitaminok: A, D, E – mesterséges vitaminok.
- Antioxidáns: Kalcium-dinátrium-EDTA. A kalcium-dinátrium-EDTA-t szintetikus úton állítják elő. Hosszú távon nagy dózisban a fém(ek) testből való kiürülését eredményezheti (vas).[39] Jelentősen meg tudja növelni a táplálékban levő nehézfémek felvételét is.[40]

## Története
- 1869. július 15-én Hippolyte Mège Mouriès francia vegyész Párizsban szabadalmaztatja új találmányát, a margarint, melyet faggyúból készít.
- 1871-ben eladja Mège-Mouriès a szabadalmat a holland Jurgens cégnek, amely később az Unilever nevet veszi fel.
- 1872-ben a termék kereskedelmi forgalomba kerül (ekkor F. Boudet jött rá, hogyan lehet emulgeáltatni lefölözött tejjel és vízzel). Az USA kormánya évekig nem engedélyezi a margarin bevezetését országában, s számos rendelettel akadályozza megjelenését.

Ekkor még marhafaggyúból készítették, 30-40 °C hőmérsékleten, nagy nyomás alatt, majd később növényi zsiradékokat is kevertek hozzá, egyre nagyobb arányban. Ez az olcsó pálmaolaj volt.
- 1897-ben szintén egy francia kémikus, Paul Sabatier felfedezte a zsírok hidrogéntartalma és azon kenhetősége közti összefüggést, négy évvel később a zsírok mesterséges hidrogénezését is. Ez áttörésnek számított a margaringyártásban.
- 1911-ben bálnazsírt használtak ipari méretekben e célra, majd később egyéb, zsíros halakból kivont zsiradékot.[41]

Az évek során változatos technológiai innovációk mentek végbe, melyek változatos felhasználású termékek létrejöttét eredményezték.
- 1939-ben Dánia és Hollandia – akik ekkortájt a fő vajkészítő nemzetek közé tartoztak – német megszállás alá kerültek, így a vajkészletek megcsappantak; ezáltal a háborús élelmiszer-jegyrendszer mind a vajra, mind a margarinra bevezetésre került. Annak érdekében, hogy az egyenlőtlenségeket csökkentsék és hogy a kormány azon kívánságának is eleget tegyenek, hogy a megélhetési költségeket mérsékeljék, a brit margarinipar önként márkajelzés nélkülivé tette és standardizálta a csomagolásait. Ezt a folyamatot egy központi szervezet, a Marcome Ltd. irányította, az Élelmiszerügyi Minisztériummal együttműködésben. Két típusú termék készült: a drágább Special és az olcsóbb Standard. Az egyikből befolyó profit támogatta a másikat. Annak következtében, hogy az olajok és a zsírok hiánya a háború után még sokáig folyamatosan fennállt, a szabályozások 1954-ig érvényben maradtak.
- 1940-ben, köszönhetően a háború alatti szegényes táplálkozásnak, törvényileg elrendelték vitaminok hozzáadását a margarinhoz.
- 1960-as években mutatták be az első csészés margarinokat.
- 1964-ben kezdték reklámozni az első, többszörösen telítetlen zsírsavakban gazdag és telített zsírsavakban szegény margarint.
- 1969-ben jelentek meg az alacsony zsírtartalmú (40%) margarinok a piacon.
- 1980-ban a lágy margarinok eladásai kezdik lekörözni a fóliás keményebb állagú kocka és tégla margarinokét.
- 1988-ban a nagyon alacsony zsírtartalmú (20%) margarinokat bevezették.
- 1991-ben az első, olívaolajat tartalmazó margarint bevezették. Az olívaolaj-tartalom ma is csak 4%.
- 1994-ben a COMA jelentéséből az derült ki, hogy az 1984 óta eltelt évtizedben a margarin szektorban jellemző átlagos teljes zsírtartalom 81%-ról 69%-ra csökkent, míg a telítettzsírsav-tartalom 22%-ra. Az Európai Unió körvonalazta a termékstandardokat a Kenhető Zsírok Szabályzatában.
- 2007-ben a zsírtartalom még tovább csökkent, a táplálkozási trendeknek megfelelően. A csészés margarinok zsírtartalma jellemzően 40-60% között van.

## Olajtípusok
A termékekben felhasznált nyersanyagok szintjén érdekes trendek mutatkoztak az idők folyamán. Az első alapanyag, amit használtak, a marhafaggyú volt, lágy összetevőként az olajszerű olein. A faggyút először olívaolajjal finomították, amelyről viszonylag gyorsan áttértek a földimogyoró- és gyapotmagolajra, mert az olívaolaj túl drágának bizonyult. Több mint egy évszázad múltán jelent csak meg újra erre a célra való felhasználása a mediterrán étrend részeként.
Korábban a szezámmagolajat használták megkülönböztető jelzésként a margarin és a vaj között, a phytosteryl-acetát színteszt segítségével, amelynek fejlesztése hosszú időt vett igénybe.
A pálmaolaj és szilárd növényi zsírok, a kókusz és pálmamag a korai 1900-as években jelentek meg, és a mai napig gyakori a felhasználásuk. A manapság használt folyékony olajok legtöbbjének használata, mint a napraforgóolaj, repceolaj, kukoricaolaj, és a szójaolaj, a 20. század elején volt jellemző.
A bálnazsír használata Normann szilárdító eljárásának kifejlesztéséig (1902) váratott magára, de a 20. század második negyedévét követően használtak csak fel figyelemre méltó mennyiséget a margarinok gyártásához. A 60-as években a társadalmi nyomás megerősödése és a bálnavadászat korlátozása következtében felfüggesztették a használatát.
Az 1950-es években kezdték használni a szilárdított halolajat, és néhány országban 1993-ig ez volt a fő olajösszetevő, amikor is Dr. Willett transz-zsírsav tanulmányainak hatására, majd a későbbiekben a halászat fenntarthatóságának érdekében megszűnt a felhasználása.
A nyersanyagkínálat csökkentését hamarosan követte a kergemarhakór megjelenése az Egyesült Királyságban, majd Európában, amely közvetlenül korlátozta a faggyú felhasználását. Közvetve a társadalom is megkérdőjelezte az állati zsírok használatának szükségességét, így egy idő után a disznózsír is nemkívánatossá vált, mint összetevő.
A genetikailag módosított olajok a 90-es években egy alapos, nyilvánosan végzett vizsgálat alá estek, amely korlátozta a szójababból és kukoricából nyert olajok használatát, különösen Európa szerte.
Ezek következtében a 21. században már szignifikánsan kevesebb olajfajtát használnak. Hazánkban jellemzően a napraforgóolaj, repceolaj, szójaolaj, kukoricaolaj, gyapotmagolaj, a tropikus olajok közül pedig a pálmaolaj a margaringyártás legfőbb alapanyaga.